# 8994 Kashkashian
8994 Kashkashian è un asteroide della fascia principale. Scoperto nel 1980, presenta un'orbita caratterizzata da un semiasse maggiore pari a 2,7861214 UA e da un'eccentricità di 0,2318106, inclinata di 8,19019° rispetto all'eclittica.